# 大阪市電鶴橋線
大阪市電鶴橋線（おおさかしでんつるはしせん）は、下味原町駅 - 今里駅を結んでいた大阪市電期外線の路線。最後まで残った路線の一つである。

## 路線概要
- 起点：下味原町駅
- 終点：今里駅
- 軌間：1435mm
- 架線電圧：直流600V

## 沿革
- 1927年（昭和2年）3月13日：下味原町駅 - 今里終点駅間を開業。
- 1930年（昭和5年）～1933年（昭和8年）：今里終点駅を大今里駅に改称。
- 1932年（昭和7年）3月29日：国鉄城東線高架化に伴う上下切替で、下味原町駅 - 鶴橋駅間の跨線橋部分を地平化。
- 1940年（昭和15年）ごろ：今里車庫前駅を今里駅（初代）に改称。
- 1944年（昭和19年）6月1日：戦時体制による終日急行運転実施のため、鶴橋駅を廃止。
- 1945年（昭和20年）：今里駅（初代）を今里車庫前駅に改称。
- 1946年（昭和21年）10月1日：猪飼野駅を大成通一丁目駅に改称。
- 1947年（昭和22年）12月1日：大今里駅を今里駅（2代）に改称。
- 1949年（昭和24年）3月2日：鶴橋駅を復活。
- 1965年（昭和40年）7月26日：今里車庫前駅 - 今里駅間を廃止。
- 1969年（昭和44年）4月1日：下味原町駅 - 今里車庫前駅間を廃止。

## 駅一覧
| 駅名           | キロ程 | 接続路線                               |
| -------------- | ------ | -------------------------------------- |
| 下味原町駅     | 0.0    | 大阪市電：上本町下味原町線、霞町玉造線 |
| 鶴橋駅         | 0.4    |                                        |
| 大成通一丁目駅 | 0.8    |                                        |
| 今里車庫前駅   | 1.1    |                                        |
| 今里駅         | 1.3    | 大阪市電：玉造今里線                   |

- 1959年（昭和34年）7月当時

## 系統
5系統・6系統・24系統が走っていた。